# Торпедо
 Тази статия е за военноморското оръжие.  За животното вижте Същинско торпедо.  
Торпедо, още наричано торпила (на латински: torpedo marke – електрически скат) е подводно оръжие с пурообразна форма, имащо собствено задвижване и взривен заряд, който се активира при контакт или в близост до целта. Предназначено е за поразяване на надводни плавателни съдове, подводници, разрушаване на пристанищни съоръжения, докове и др. Използват се и като носители на т. нар. самотранспортиращи се мини или бойна част на противолодъчни ракети (т. нар. ракетоторпеда). С торпеда са въоръжени подводниците (в миналото то е основното им оръжие), кораби от различни класове (крайцери, разрушители (ескадрени миноносци), корвети, торпедни катери и др.), както и различни типове самолети и вертолети.
Калибърът на торпедата варира от 250 до 600 мм (понякога и повече), като най-разпространеният калибър е 533 мм.
Някои типове торпеда са оборудвани с ядрени бойни глави.

## История
Първите самоходни торпеда са разработени независимо един от друг от И. Ф. Александровски (1865 г.) и Робърт Уайтхед (1866 г.). В началото в Русия са наричани самоходни мини, а обслужващият им персонал – миньори. От тези названия идват и имената на корабните класове „Миноносец“ и „Ескадрен миноносец“ (на запад известни като Разрушители – Destroyers)

## Класификация
Освен по калибър, торпедата се различават и по:
- предназначение

- противолодъчни (против подводници) – Тези торпеда са снабдени със системи за самонасочване в хоризонталната и вертикалната плоскост. Имат здрав корпус, който позволява действието им на големи (при съвременните торпеда – до 900 м) дълбочини.

- противокорабни

- многоцелеви (против кораби и подводници)

- според носителя им:

- корабни – Това са, така да се каже, „оригиналните“ торпеда. Състоят се от предна част, в която е разположена бойната част с взривното вещество, взриватели (контактен и неконтактен), апаратурата на системата за управление; средна част, в която се намират двигателя и източника на енергия и задна част, където са движителят, приводите на кормилното управление и външното оперение с кормилата.

- авиационни – Различават се от корабните торпеда по по-малките маса и габарити. Обикновено съвременните авиационни торпеда имат стабилизиращи устройства или парашути, който осигуряват нормалното влизане на торпедото във водата след пуска от авиационния му носител.

по вида на силовата установка:
- горивни – Имат бутални, турбинни или реактивни двигатели. Работната смес за буталните и турбинните двигатели е съставена от изгарянето на химически продукти (спирт, керосин и др.) и водни пари. По-рано тези торпеда са наричани парогазови. Съвременните торпеда с подобни двигатели достигат скорости от над 50 възла (93 км/ч) и далечина на действие около 50 км.

Торпедата с реактивни (хидрореактивни, комбинирани) двигатели се използват самостоятелно или като бойна част на противолодъчни ракети.
- електрически – Тези торпеда са снабдени с електрическа енергосилова установка. Електрическите торпеда не оставят следи по повърхността на водата, но в сравнение с горивните имат по-малка скорост (около 35 възла или 65 км/ч) и далечина около 15 км.

- по системата за управление:

- акустични – Оборудвани са с активна, пасивна или комбинирана (активно-пасивна) система за самонасочване. При активната система торпедото се насочва към целта по отразените от нея звукови импулси. Когато системата е пасивна, торпедото се насочва по шума на винтовете и машините на целта. При комбинираната система, торпедото използва и двата принципа на насочване.

- управлявани по кабел

- самонасочващи се

- маневриращи по предварително зададена програма